# Вилхелм Битрих
Вилхелм „Вили“ Битрих (Вернигероде, 26. фебруар 1894 — Волфратсхаузен, 9. април 1979) је био SS-Obergruppenführer (еквивалент генерал-пуковник) немачког СС-а и Вафен-СС генерал током Другог светског рата.

## Биографија
Вилхелм Вили Битрих се родио у немачком граду Вернигероде у подножју планине Харц. У Првом светском рату учествовао је као официр армије, да би се у другој половини рата пребацио у ваздухопловство и постао пилот ловац. Придружио се SS-Verfügungstruppe током 1934. године где је служио до 1939. године када се придружио јединици Телесне гарде Адолф Хитлера (Leibstandarte Adolf Hitler). Био је командант регименте Дојчланд током борби у Пољској 1939. године и Француској 1940. године.
Касније је командовао 2. оклопном дивизијом „Рајх“ и II СС оклопним корпусом (9. СС оклопна дивизија Хоенштауфен и 10. СС оклопна дивизија „Фрундсберг“). Највише се памти по свом огромном доприносу за пораз савезничке падобранске офанзиве, Операција Маркет Гарден која се одиграла на простору Холандије у септембру 1944. године. Током своје војничке каријере Вилхелм Битрих је одликован са више медаља:
- Витешки крст
- Гвоздени крст 1. реда
- Гвоздени крст 2. реда
- Крст части 1914-1918
- 1939 Гвоздени крст 2. реда
- СС прстен части

## Критике Нацистичке партије
За разлику од многих официра сличног чина (СС и Вермахт), Вилхелм Битрих са часно владао током своје војничке каријере, и није био оптужен након заробљавања 1945. године. Пуштен је на слободу и живео је још 34 године након рата у Западној Немачкој.
Пратећи операцију Маркет Гарден, Алберт Шпер је посетио фронт и имао је прилику да посматра рад генерала Битриха. Шпер је касније написао: "Остале посете фронту су ми показале да се чине велики напори на Западном фронту како би се показало разумевање за рањене непријатељске војнике. У Арнему сам пронашао генерала Битриха у стању потпуног беса. Дан раније негов II СС оклопни корпус буквално је збрисао британску ваздушнодесантну дивизију. Током борби генерал је направио договор по коме је непријатељу дозволио да води пољску болницу. Међутим партијски функционери су преузели на себе да побију америчке и британске рањене пилоте и падобранце, што је директно довело Битриха у улогу лажова. Његово грубо оговарање Нацистичке партије било је утолико теже јер је долазило од СС генерала".
Према Хохнеу, Битрих је пружио подршку најмање једном покушају да се смакне нацистички режим, али је тврдио да прво мора да се уклони Адолф Хитлер. Битрих је такође познат и као најсаркастичнији човек у Немачкој. Он је пријављен (није и доказано) као одговоран за смрт Химлера одмах након рата.
Иако је редовно критиковао Нацистичку партију, Битрих је успевао да избегне могуће последице тако што је одбијао да напусти фронт и остајао је са својим трупама, говорећи да новонастала ситуација захтева његово лично присуство.

## Војничка каријера
За време Првог светског рата потпоручник Вилхелм Битрих се у почетку борио у саставу стрељачког батаљона на Западном и Јужном фронту. За заслуге у борбама одликован је Гвозденим крстом другог реда. Током 1917. године прелази у ваздухопловство где почиње са обуком за пилота ловачког авиона. У тренуцима капитулације требало је да изврши своје прво борбено дејство у једној ловачкој ескадрили. После рата био је једно време у Добровољачком корпусу „фон Холзен“, а 1920. године прелази у гренадирски пук „Гросберлин“.
1923. године Битрих прелази да служи у официрском корпусу Рајхсвера, где се почетком 30-их година обучава на тајном авијацијском летелишту Рајхсвера у Совјетском Савезу. Након тога поново решава да се посвети пешадији и 1934. године прикључује се СС-у, где брзо напредује до чина SS-Sturmbannführer (еквивалент мајор). Током 1938. године Битрих постаје командант СС пука „Германија“, који ће пар година касније да прерасте у 5. СС оклопну дивизију „Викинг“. До почетка рата СС пук „Германија“ је захваљујући строгој дисциплини и тешкој војничкој обуци сматран за једну од најелитнијих јединица Копнене војске. За време Пољске кампање, Вилхелм Битрих сада већ SS-Standartenführer (еквивалент пуковник) налазио се у штабу Leibstandarte Adolf Hitler. Мало пре почетка кампање на Западу, Битрих је постављен за штабног официра у Главној оперативној управи у Берлину. Када је током зиме 1940. године СС генерал Феликс Штајнер постао командант 5. СС оклопне дивизије „Викинг“, Битрих га је заменио на месту команданта СС пука „Дојчланд“ у саставу 2. СС оклопне дивизије „Рајх“. Услед успешног дејства за време Балканске кампање, Битрих се налазио на челу пука и у време напада на Совјетски Савез. Првих месеци рата у Совјетском Савезу, 2. СС оклопна дивизија „Рајх“ се успешно борила у саставу тенковске групе "Гудеријан“ у рејону Бјалистока, северно од Минска, код Смоленска као и код Рослава.
Као награда за високе командирске способности, 1. октобра 1941. године Вилхелм Битрих је произведен у чин SS-Brigadeführer (еквивалент бригадни генерал) и генерал-мајор Вафен СС-а. У исто време постао је и командант 8. СС коњичке дивизије „Флоријан Гајер“. Без обзира на ознаку дивизије (коњичка), она је у свом саставу имала сопствену артиљерију као и моторизоване и оклопне јединице. Средином децембра 1941. године SS-Brigadeführer Битрих је због ранијих заслуга пуковског команданта одликован Витешким крстом.
На Источном фронту 8. СС коњичка дивизија „Флоријан Гајер“ борила се на делу фронта Руса-Волоколамск. Такође је водила и тешку одбрамбену битку на делу Ржев-Боген. Током маја 1942. године, дивизија се успешно бранила код Олениа и Нелидова. У пролеће 1943. године Битрих постаје командант 9. СС оклопне дивизије „Хоенштауфен“, која се у том тренутку налазила на територији Француске. Са њом је као SS-Gruppenführer (еквивалент генерал-мајор) учествовао у најтежим одбрамбеним биткама на Источном фронту, код Бучца, рејон Каменец-Подолск, код Злотника и код Трембовла. Услед огромних губитака, дивизија је послата на одмор и попуну у Француску.
Високо цењен као тенковски генерал, јула 1944. године SS-Gruppenführer Битрих добија команду над II СС оклопним корпусом на Западном фронту. Заједно са различитим резервним јединицама, корпус је послат у напад на савезнички мостобран у Нормадији, са задатком да заустави и одбаци савезнике натраг ка мору. Током јула и августа 1944. године, дивизије под Битриховом командом искључиво су се бориле у рејону Кана. Када су се 19. августа 1944. године Немачке јединице нашле потпуно опкољене у џепу код Фалеза, Битрихов II СС оклопни корпус добио је задатак да пробије обруч и држи што дуже слободан излаз из обруча. После краткотрајних борби са савезницима обруч је пробијен у ноћи између 19. и 20. августа, тако да су још неке јединице Вермахта и СС-а успеле да се извуку из обруча и одступе ка Сени. За успехе у одбрани код Кана и пробоја обруча код Фалеза, Битрих је добио храстово лишће за Витешки крст а команданти његових дивизија Курт Мајер (12. СС оклопна дивизија „Хитлерјугенд“) и Ото Баум (17. СС панцергренадирска дивизија „Гоц фон Берлишинген“) добили су мачеве.
Услед великих губитака код Фалеза, преморени II СС оклопни корпус послат је на одмор и попуну у унутрашњост Холандије. Непосредно по доласку и последње јединице корпуса у Холандију, корпус се неочекивано поново нашао у борби. У недељу 17. септембра 1944. године, почела је савезничка ваздушно десантна Операција Маркет Гарден. Око 35.000 британских, пољских и америчких падобранаца спустило се у рејону Ајндховена, Најмегена и Арнхема. Циљ операције био је да се заузму и осигурају мостови преко великих река у Холандији до доласка британске армије из северне Белгије.
Изненађена неочекиваним присуством СС војника на бојном пољу, британска 1. ваздушно десантна дивизија је запала у тешку борбу око Архема. У жестоким борбама од 21. септембра до 26. септембра 1944. године, британска 1. ваздушно десантна дивизија је скоро читава уништена. Од целе дивизије спасило се свега 2163 војника (1130 погинулих и 6450 заробљених). Упркос тешким и беспоштедним борбама између Немаца и Британаца, треба поменути и витешки дух њихових војно-лекарских тимова који су сакупљали и збрињавали рањене војнике не гледајући чију униформу они носе.
После завршене битке у Холандији II СС оклопни корпус је послат на Немачку границу. Децембра 1944. године SS-Obergruppenführer Битрих је са II СС оклопним корпусом учествовао у Арденској офанзиви. Крајем фебруара и почетком марта 1945. године, корпус се под борбом повукао преко Рајне где је делимично попуњен и послат у Мађарску да се супротстави надолазећим Совјетским трупама. Последње борбе II СС оклопни корпус на челу са својим командатом Битрихом, је водио у Аустрији. Вилхелм Битрих је 6. маја 1945. године одликован мачевима за Витешки крст. Након капитулације Немачке, Битрих се 8. маја 1945. године предао америчкој војсци.

## После рата
По завршетку Другог светског рата савезничка комисија је прегладала све записе у којима се помиње име Вилхелма Битриха, не би ли пронашла какво недолично и невојничко понашање Битриха током рата. После свега неколи месеци, Битрих је пуштен из војног заробљеништва, да би га након краћег времена поново вратили у војно заробљеништво по налогу Француза. Послат је на војни суд, где му је суђено због учествовања његове 9. СС оклопне дивизије „Хоенштауфен“ у антипартизанској акцији у рејону Нима. Као командант поменуте дивизије осуђен је на 5 године затвора. Међутим како је његово време проведено у војним заробљеништвима било приближно толико (5 година), Битрих је 1953. године пуштен на слободу.
Током 60-их Вилхелм Битрих се ангажовао у Организацији ветерана Вафен-СС (ХИАГ), да би после смтри Паул Хаусера постао и њен председник. 19. априла 1979. године у 85. години живота умро је у Волфратсхаузену, Горња Баварска.